# 塔通布拉
塔通布拉（西班牙語：Tatumbla）是洪都拉斯的城鎮，位於該國中部，由弗朗西斯科-莫拉桑省負責管轄，始建於1889年，面積81.12平方公里，海拔高度1,293米，2001年人口4,702，人口密度每平方公里57.96人。
14°1′0″N 87°6′0″W / 14.01667°N 87.10000°W
1. ↑  . www.citypopulation.de.   [2024-08-31]. （原始内容存档于2024-11-27）.